# Miquel d'Aimeric i de Codina
Miquel d'Aimeric i de Codina   ( - 1617) era fill de Pere d'Aimeric i de Bellver, natural de Manresa i diputat reial de la Generalitat de Catalunya (1611-1612), i de Caterina de Codina i de Cardona.

## Biografia
Fou abat de Santa Maria de Lavaix (1585-1595) i del monestir de Sant Cugat del Vallès (1595-1617). Va ésser nomenat President de la Generalitat de Catalunya el 29 d'agost de 1616 a la mort dins del trienni del seu antecessor. Durant els mesos que va estar al front de la Generalitat, li va tocar gestionar les tenses relacions que existien amb el lloctinent Francisco Fernández de la Cueva y de la Cueva, duc d'Alburquerque, qui estava aplicant una política de repressió per acabar amb el bandolerisme.